# Ludai
Ludai is een bestuurslaag in het regentschap Kampar van de provincie Riau, Indonesië. Ludai telt 365 inwoners (volkstelling 2010).